# وندیکیا
وندیکیا (به لاتین: Vandeikya) یک سکونتگاه مسکونی در نیجریه است که‌در ایالت بنوئه واقع شده‌است.